# Galerie ÚMCH (Makráč)

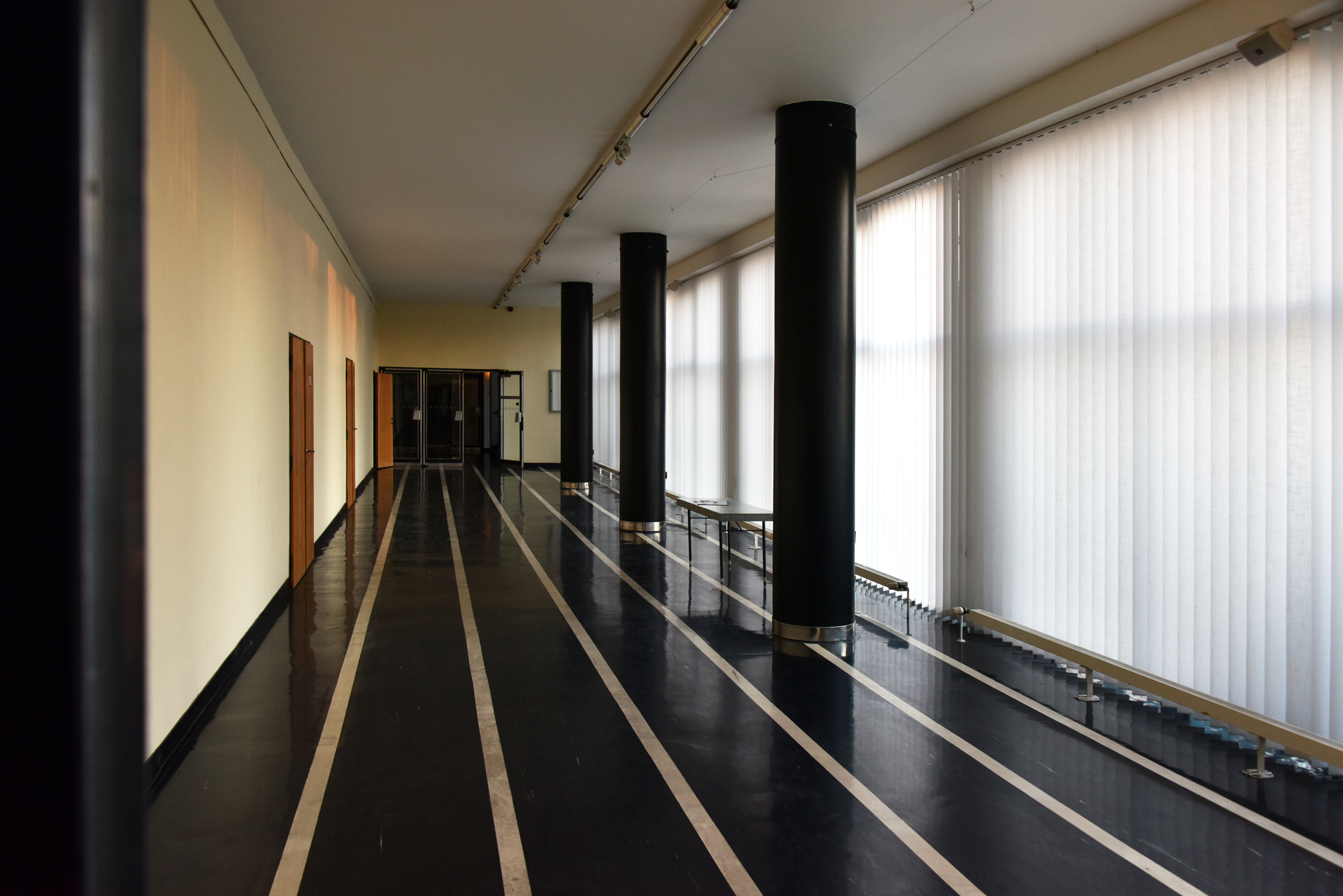
Galerie Ústavu makromolekulární chemie (Makráč), Petřiny

Galerie ÚMCH (Makráč), Ústav makromolekulární chemie AV ČR, Heyrovského nám. 1888/2, Praha 6, patřila nejvýznamnějším nezávislým galeriím v době normalizace. Vystavovala zde řada vynikajících autorů, kteří byli pro své postoje nebo nekonformní přístup k tvorbě nepohodlní tehdejšímu komunistickému režimu. Od zahájení činnosti roku 1971 zde probíhají výstavy nepřetržitě až do současnosti. Jako výstavní prostor slouží spojovací chodba a příležitostně i přilehlý přednáškový sál nebo jídelna.

## Historie
Ústav makromolekulární chemie AV ČR založil Otto Wichterle. V letech 1960-1964 byla postavena nová budova podle návrhu Karla Pragera, ale pro škrty v rozpočtu nedošlo na stálé umělecké realizace. Pomník Otto Wichterleho před budovou pochází až z roku 2003 a vytvořil ho Michal Gabriel.
Výstavní činnost inicioval počátkem normalizace RNDr. Miroslav Raab a od poloviny 70. let ho nahradil nově zvolený předseda kulturní komise ROH RNDr. Ivan Havlíček. Program výstav v následujících letech rozvíjela Ing. Eva Knižáková, která měla osobní kontakty s řadou profesionálních výtvarníků. Díky zaštítění výstav odborovou organizací ústavu se podařilo odrazit snahu normalizačního SČVU o převzetí kontroly nad jejich programem. Vedení ústavu s odkazem na odborářskou činnost ustálo i zájem Státní bezpečnosti po několika výstavách, které uváděl Jiří Šetlík, sledovaný v té době StB.
Pestrý program výstav zahrnoval malbu, sklo, textil, fotografii, keramiku i amatérskou tvorbu zaměstnanců ústavu. Poloha galerie mimo centrum a volnější atmosféra akademické půdy umožnila výstavy profesionálních umělců, kteří v době normalizace nemohli vystavovat v galeriích kontrolovaných SČVU. Pro velký zájem se postupně zkracovaly i výstavní lhůty - od původních dvou měsíců na pouhé dva týdny. Program výstav zpočátku schvaloval ZV ROH a ojedinělé stížnosti k jednotlivým umělcům většinou zamítla ZO KSČ a výstavy mohly pokračovat. Výstavy spadaly do činnosti ROH, nebyly veřejné a nesmělo se o nich psát, ale zřejmě měly skrytou podporu ONV v Praze 6. Od založení galerie v září 1971 do dubna 1992 zde proběhlo 214 výstav.
Už v 70. letech galerie získala renomé výstavami výtvarníků, kteří působili již v době před normalizací (Ludvika Smrčková, Ladislav Karoušek, Bohdan Holomíček, Tomáš Tichý, Jan Ságl, Jiří Seifert). Profesionální výtvarníci, kteří v galerii vystavovali v 80. letech, patřili často ke špičce českého výtvarného umění (mj. Alena Kučerová, Vladimír Janoušek, Václav Boštík, Marie Blabolilová, Věra Janoušková, Stanislav Judl, Olga Karlíková, Ivan Kafka, Milan Knížák, Daisy Mrázková, Karel Nepraš, Viktor Pivovarov, Václav Stratil, Adriena Šimotová, ad.)
Po roce 1989 určoval výstavní program galerie Kurt Gebauer, který zde představil zejména studenty VŠUP. Od roku 2001 galerii vedla jeho někdejší asistentka, sochařka Dagmar Šubrtová, která pokračovala v prezentaci současných mladých umělců. Od roku 2021 v galerii vystavuje Umělecká beseda.

## Výstavy (výběr do roku 1992)
- 1973 Makrosalon. Výstava výtvarníků ÚMCH
- 1974 Ludvika Smrčková: Kresby, leptané sklo
- 1974 Ladislav Karoušek: Obrazy a práce pro architekturu
- 1975 Šárka Radová: Keramika
- 1976 Výstava výtvarné skupiny lékařů
- 1976 Bohdan Holomíček: Fotografie
- 1977 Československé plakáty sovětských filmů
- 1979 Ladislav Novák: Froasáže
- 1979 Jan Ságl: Fotografie
- 1979 Jiří Seifert: Plastiky, medaile
- 1980 Adriena Šimmotová: Ilustrace k 8. svazku sebraných spisů Vladimíra Holana - Nokturnál
- 1981 Jiří Schmidt: Kresby
- 1981 Kurt Gebauer: Sochy a kresby
- 1981 Alena Kučerová: Grafika a plechy
- 1982 Jiří Kačer: Sochy, Karel Rossí: Obrazy
- 1982 Jiří Mrázek: Obrazy
- 1982 Olbram Zoubek: Sochy a reliéfy
- 1982 Stanislav Judl: Obrazy, kresby, plastiky
- 1982 Vladimír Janoušek: Plastiky
- 1982 Viktor Kolář: Fotografie,
- 1982 Robert Hliněnský: Tvorba z posledních let
- 1982 Čestmír Kafka: Obrazy z posledních let
- 1983 Miroslav Štolfa: Obrazy 1981-1983
- 1983 Daisy Mrázková: Kresby
- 1983 Zdenek Hůla: Obrazy a kresby,
- 1983 Václav Benda: Obrazy a kresby
- 1984 Viktor Pivovarov: Obrazy a kresby
- 1985 Karel Nepraš, Jan Steklík: Žena ve výtvarném umění
- 1985 Aleš Veselý: Grafika, kresby,1985/09/30 - 1985/10/11 	Ivan Kafka: Dokumentace 76 - 85,
- 1985 Alena Kučerová: Nové listy,
- 1985 Bedřich Dlouhý: Práce z roku 1984
- 1985 Václav Stratil: Kresby
- 1986 Blanka Lamrová: Fotografie
- 1986 Stanislav Judl: Sochy a obrazy
- 1986 Adéla Matasová: Reliefy
- 1986 Svatopluk Klimeš: Papírové plastiky, Karel Pucherna: Kresby
- 1986 Jaroslav Róna: Obrazy a sochy
- 1986 František Skála: Obrazy a plastiky
- 1986 Věra Janoušková: Hlavy a těla
- 1987 Václav Zykmund: Malby, kresby, grafika, koláže, asambláže
- 1987 Milan Knížák: Část vizuální tvorby z poslední doby
- 1987 Jiří Lacina: Kresby
- 1987 Karel Malich: Pastely a plastiky
- 1987 Daisy Mrázková, Olga Čechová
- 1988 Karel Malich: Pastely
- 1988 Dagmar Hochová: Fotogalerie
- 1988 Olga Karlíková: Obrazy - kresby
- 1988 Marie Blabolilová: Obrazy
- 1989 Rudolf Sikora - Nové práce
- 1989 Lubomír Přibyl: Práce z posledních let
- 1989 Zorka Ságlová: Tapiserie
- 1989 Eduard Ovčáček: Koláže, ruční papíry 1988 - 1989
- 1989 Dalibor Chatrný: Kresby
- 1989 Václav Ševčík: Plakáty
- 1990 Jiří Schmidt: Barevné kresby
- 1990 Josef Hampl: Dopisy
- 1991 Romana Rotterová: Obrazy
- 1992 Boštík... Zoubek: 20 let výtvarných výstav v Makru (1972 - 1992)